# Harmonville
Harmonville – miejscowość i gmina we Francji, w regionie Grand Est, w departamencie Wogezy.
Według danych na rok 1990 gminę zamieszkiwało 156 osób, a gęstość zaludnienia wynosiła 10 osób/km² (wśród 2335 gmin Lotaryngii Harmonville plasuje się na 889. miejscu pod względem liczby ludności, natomiast pod względem powierzchni na miejscu 315.).